# Hemerophanes ianthina
Hemerophanes ianthina är en fjärilsart som beskrevs av Antonius Johannes Theodorus Janse 1915. Hemerophanes ianthina ingår i släktet Hemerophanes och familjen tofsspinnare. Inga underarter finns listade i Catalogue of Life.